# Potée auvergnate
La potée auvergnate est un mets traditionnel d'Auvergne.
Cet article court présente un sujet plus développé dans : Potée.

## Ingrédients
La potée est faite à base de choux, de pommes de terre, de lard maigre, de jarret de porc et de saucisses. Afin de mélanger les saveurs, ils sont d'abord cuits ensemble. Puis, les choux sont braisés avec la charcuterie. Ce mets se sert arrosé de son bouillon. Celui-ci peut aussi servir à faire une soupe avec des tranches de pain rassis.